# Haworthiopsis scabra var. morrisiae
Haworthiopsis scabra var. morrisiae, coneguda abans com Haworthia scabra var. morrisiae, és una varietat de Haworthiopsis scabra i està dins del gènere Haworthiopsis.

## Descripció
Haworthiopsis scabra var. morrisiae és una petita suculenta de color verd fosc del grup scabra. Les fulles són amb tubercles petits i confluents i seu color és de verd clar a verd groguenc. La mida de la roseta és de 4 a 6 cm de diàmetre.

## Distribució i hàbitat
Aquesta varietat es distribueix a una petita àrea de la província sud-africana Cap Occidental, on només creix a Schoemanspoort, a prop de Rus-en-Vrede. És una forma intermèdia entre scabra, starkiana i lateganiae.
A la natura creix a les escletxes de les roques i sol formar grans grups.

## Taxonomia
Haworthiopsis scabra var. morrisiae va ser descrita per G.D.Rowley i publicat a Alsterworthia Int., Special Issue 10: 5, a l'any 2013.
Etimologia
Haworthiopsis: La terminació -opsis deriva del grec ὀψις (opsis), que significa "aparença", "semblant" per la qual cosa, Haworthiopsis significa "com a Haworthia", i que honora al botànic britànic Adrian Hardy Haworth (1767-1833).
scabra: epítet llatí que significa "aspre, escabrosa".
var. morrisiae: epítet en honor de la senyora G. Morris.
Sinonímia
- Haworthia morrisiae Poelln., Kakteenkunde 1937: 132 (1937). (Basiònim/Sinònim substituït)
- Haworthia scabra var. morrisiae (Poelln.) M.B.Bayer, Haworthia Handb.: 137 (1976).[5]